# Абастов, Анзор Сайтамиевич
Анзо́р Сайтами́евич Аба́стов (6 июня 1970 года) — российский чеченский каратист, обладатель Кубка Европы 2002 года.
В 14 лет начал заниматься боксом. Потом переквалифицировался на вольную борьбу. В 21 год стал заниматься карате Кёкусинкай. Его тренером стал Лечи Курбанов. В 2002 году в Венгрии стал обладателем Кубка Европы в категории до 80 кг.